# Glyptopetalum grandiflorum
Glyptopetalum grandiflorum là một loài thực vật có hoa trong họ Dây gối. Loài này được Bedd. mô tả khoa học đầu tiên năm 1871.